# Governo Rajkov
Il Governo Rajkov è stato il 91º esecutivo della Bulgaria. È rimasto in carica, ad interim, per 2 mesi e 16 giorni, dal 13 marzo 2013 al 29 maggio 2013.

## Situazione parlamentare
| Camera              | Collocazione | Partiti                                             | Seggi     |
| ------------------- | ------------ | --------------------------------------------------- | --------- |
| Assemblea nazionale | Concordi     | GERB (116), DPS (38), ATAKA (21), CB (15), OLG (10) | 200 / 240 |
| Assemblea nazionale | Discordi     | Coalizione per la Bulgaria (40)                     | 40 / 240  |

NOTA: La situazione parlamentare qui esposta rappresenta la posizione di concordanza o discordanza con l'esecutivo. Difatti, essendo stato quest’ultimo ad interim, secondo la Costituzione della Bulgaria, non ha avuto bisogno di essere supportato esplicitamente da una maggioranza e tutti i progetti sono generalmente attuati con l’occasionale consenso dei partiti.

## Composizione
| Carica                                                              | Titolare | Titolare | Titolare             | Partito      |
| ------------------------------------------------------------------- | -------- | -------- | -------------------- | ------------ |
| Primo ministro                                                      |          |          | Marin Rajkov         | Indipendente |
| Vice Primo Ministro e Ministro dello sviluppo regionale             |          |          | Ekaterina Zakharieva | GERB         |
| Vice Primo Ministro e Ministro del Lavoro e delle Politiche Sociali |          |          | Deyana Kostadinova   | Indipendenti |
| Vice Primo Ministro e Gestione dei Fondi UE                         |          |          | Iliyana Tsanova      | Indipendenti |
| Ministero degli interni                                             |          |          | Petya Parvanova      | Indipendenti |
| Ministro delle Finanze                                              |          |          | Kalin Hristov        | Indipendente |
| Ministro dell'Economia, dell'Energia e del Turismo                  |          |          | Asen Vasilev         | Indipendenti |
| Ministero dell'Istruzione, della Gioventù e della Scienza           |          |          | Nikolaj Miloshev     | Indipendenti |
| Ministro della Giustizia                                            |          |          | Dragomir Yordanov    | Indipendenti |
| Ministro della Difesa                                               |          |          | Todor Tagaryev       | Indipendenti |
| Ministero dell'Agricoltura e dell'Alimentazione                     |          |          | Ivan Stankov         | BSP          |
| Ministero dei trasporti, dell'informatica e delle comunicazioni     |          |          | Kristian Krastev     | Indipendenti |
| Ministro dell'Ambiente e dell'Acqua                                 |          |          | Giulian Popov        | Indipendenti |
| Ministro della Salute                                               |          |          | Nikolaj Petrov       | GERB         |
| Ministero della cultura                                             |          |          | Vladimir Penev       | Indipendenti |
| Ministro dell'educazione fisica e dello sport                       |          |          | Petar Stoychev       | Indipendenti |
| Ministro senza portafoglio e e-Government                           |          |          | Romano Vasilev       | Indipendenti |